# Équipe d'Angleterre B de football
Maillots
L'équipe d'Angleterre B de football est une équipe de football secondaire, formée occasionnellement en soutien de l'équipe d'Angleterre de football. 
L'équipe joue principalement contre d'autres équipes nationales "B", toutefois, il arrive qu'elle rencontre parfois des équipes nationales titulaires. Depuis son premier match en 1947, l'équipe a disputé 54 matches officiels et 3 non-officiels. Elle est inactive depuis mai 2007.

## Histoire
Walter Winterbottom proposa initialement les matchs de l'équipe B comme un moyen de préparer des joueurs à jouer pour l'équipe nationale (l'équipe espoirs, tremplin actuel vers la sélection, n'a été créée qu'en 1976). Il organisa le premier match sous le nom d'"Angleterre B", qui fut disputé le 21 février 1947 à Genève contre l'équipe B de la Suisse. Le match se termina sur un score de 0 à 0. Les matchs se montrèrent utiles en tant que préliminaires à la sélection en équipe nationale et le premier match officiel de l'équipe fut disputé en 1949 et aboutit à une victoire 4-0 contre la Finlande. 
La fréquence des matchs dépend presque exclusivement du sélectionneur de l'équipe nationale en fonction. L'équipe B n'a en effet joué aucun match entre 1957 et 1978 sous les mandats de Alf Ramsey et Don Revie. Ron Greenwood les remit d'actualité et Bobby Robson les utilisa régulièrement - neuf joueurs furent appelés en sélection depuis l'équipe B en 1989 et 1990. Cette période vit l'intégration de joueurs tels que Paul Gascoigne à la sélection nationale depuis l'équipe B. Graham Taylor entretient l'usage régulier de l'équipe B. Terry Venables en organisa deux en 1994, mais une pause de quatre ans suivit. Glenn Hoddle organisa aussi deux matches de l'équipe B en préparation de la Coupe du monde 1998, qui s'ensuivirent d'une pause jusqu'en 2006.
Sven-Göran Eriksson et Steve McClaren organisèrent chacun un seul match de l'équipe B lorsqu'ils étaient à la tête de la sélection. Le match d'Eriksson eut lieu le 25 mai 2006 contre la Biélorussie en préparation de la Coupe de monde. L'Angleterre s'inclina 2-1 avec un but de Jermaine Jenas. Le seul match de Steve McClaren avec l'équipe B fut contre l'Albanie le 25 mai 2007 au stade Turf Moor à Burnley, gagné 3-1, en préparation pour le match du 6 juin 2007 contre l'Estonie comptant pour les Éliminatoires du championnat d'Europe de football 2008. L'équipe était composée notamment de Michael Owen, convalescent et capitaine pour l'occasion, ainsi que 7 joueurs sélectionnés pour la première fois ce jour-là, dont cinq furent appelés plus tard en équipe première. Il n'y a pas eu de match de l'équipe B depuis mai 2007.

## Prestige et intérêt
Le but de ces matchs a été d'introduire des joueurs jeunes ou inexpérimentés à l'environnement international, sans toutefois les appeler en sélection. Ils peuvent souvent avoir lieu avant les Coupes du monde ou d'autres tournois pour permettre à des joueurs de second choix, blessés ou potentiellement sélectionnables de jouer un match pour garder leur forme ou se mettre en valeur en vue d'une potentielle sélection.
L'affluence aux matchs ainsi que les adversaires ont grandement varié, avec des matchs contre des équipes premières (le dernier desquels eut lieu en 2007 contre l'Albanie), des équipes olympiques, des équipes de jeunes ou d'autres équipes B. Le dernier match contre l'Albanie vit une affluence de 22 500 personnes à Turf Moor. Avant les matches de 2006 et 2007, la seule fois où l'affluence a dépassé 20 000 spectateurs fut en 1978, à Singapour, contre leur équipe nationale, où l'affluence était de 40 000 spectateurs. Les matchs ont souvent peu intéressé les fans, cependant certains matchs pendant les années 1980 et 1990 se sont joués devant 4 000 personnes. Les plus grosses affluences eurent lieu dans les années 1950, lors d'une série de matchs contre les Pays-Bas et leur équipe B, où l'Olympisch Stadion d'Amsterdam vit trois matchs avec une affluence de 60 000 spectateurs. La plus grosse affluence à domicile de l'équipe B fut de 43 068 spectateurs le 22 février 1950 à St James' Park, à Newcastle, également contre les Pays-Bas.
Les joueurs ont parfois exprimé un désamour envers l'équipe B. Quand Chris Sutton fut appelé en équipe B avant la Coupe du monde 1998, il refusa de jouer, considérant que c'était une perte de temps et qu'il aurait dû être appelé en équipe A. Ce boycott mit définitivement fin aux chances de Sutton d'être appelé en équipe A. De plus Matt Le Tissier, qui avait marqué un coup du chapeau contre l'équipe B de la Russie dans ce match, ne réussit pas à intégrer l'équipe première pour la Coupe du monde. Au contraire de Darren Anderton qui réintégra avec succès l'équipe première en passant par l'équipe B en 1998 après un retour de blessure, tandis que d'autres joueurs comme Paul Gascoigne ont intégré la sélection via l'équipe B.